# Cistícola de Dorst
La cistícola de Dorst (Cisticola guinea) és una espècie d'ocell passeriforme de la família Cisticolidae que habita en l'Àfrica occidental fins al sud del Llac Txad.
El nom commemora l'ornitòleg francès Jean Dorst.

## Taxonomia
La classificació d'aquesta espècie va ser confusa. Inicialment, el 1930, Hubert Lynes la va descriure com una subespècie del cistícola cap-roja (C.ruficeps) amb el nom trinomial de C.r. guinea. El 1991, es va descriure l'espècie Cisticola dorsti. Posteriorment es va descobrir que ambdós tàxons eren el mateix i estava separada de la cistícola cap-roja, ja que tenien cants prou diferents per demostrar que estaven aïllats reproductivament, malgrat tenir una semblant aparença. Com que el nom guinea va ser descrit amb anterioritat, predomina sobre dorsti segons els criteris de prioritat taxonòmica, per la qual cosa el nom científic de l'espècie va quedar establert a Cisticola guinea.

## Hàbitat i distribució
Es troba disseminat por el Sahel occidental, des del Senegal fins a les regions al sud del llac Txad.
L'hàbitat natural són les sabanes.
Es classifica como espècie en risc mínim.